# Pierre Brice
Pour les articles homonymes, voir Brice.
Cet article possède un paronyme, voir Pierre-Louis Brice.
Pierre Brice, né Pierre Le Bris le 6 février 1929 à Brest et mort le 6 juin 2015, à Compiègne, d'une pneumonie, est un comédien français, célèbre auprès du public allemand pour avoir incarné l'Apache Winnetou au cinéma et à la télévision, dans des westerns adaptés des romans de Karl May.

## Biographie

### Débuts

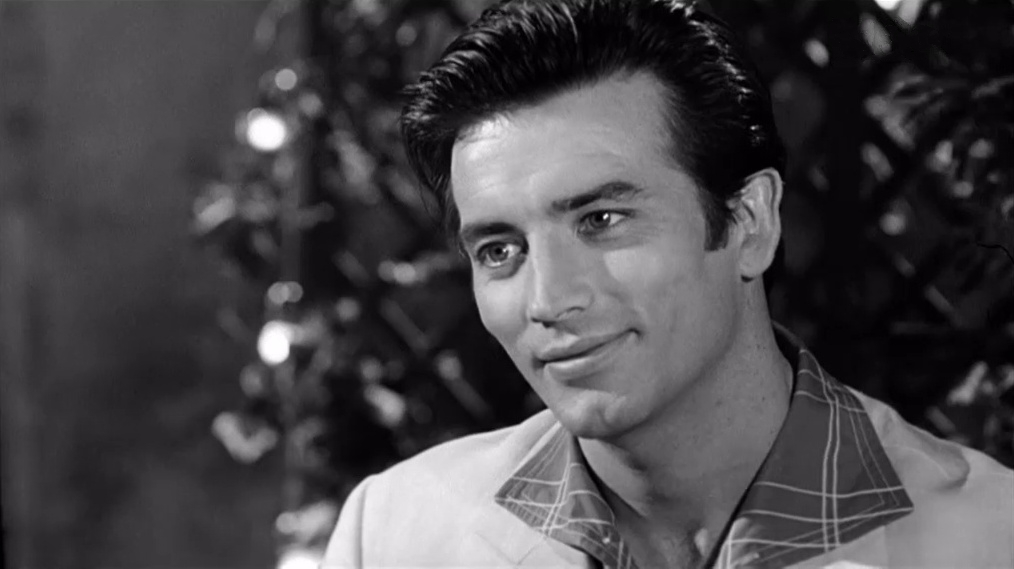
Pierre Brice en 1961

Fils de cheminot, il a passé son enfance et son adolescence à Brest jusqu’au moment où les bombardements de la Seconde Guerre mondiale ont amené ses parents à s’installer à Rennes. À 19 ans, Pierre Brice se porte volontaire pour la guerre d'Indochine. Il fera successivement partie des commandos marine Jaubert, de Penfentenyo et Trépel. Il en sort indemne, bien qu'une partie de son groupe ait sauté sur une mine. Il est titulaire de la Légion d’honneur depuis 2007.
Revenu à la vie civile, il débute comme « taxi boy » au cabaret parisien La Nouvelle Ève. À une amie chanteuse et danseuse, il demande de le faire passer pour homosexuel afin de ne plus être harcelé par les bourgeoises qui lui tournent autour. Après des débuts comme photo-modèle et danseur, il opte pour une carrière d'acteur.
Il lui est cependant difficile de percer en France, son ami Alain Delon étant déjà devenu une étoile du cinéma. Les deux jeunes hommes se ressemblent trop. Pierre Brice part alors pour l'Italie et l'Espagne et y participe à de nombreux films de cape et d'épée et d'aventures plus que disparates. Il joue également dans des séries de télévision et au théâtre.

### Le succès en Allemagne

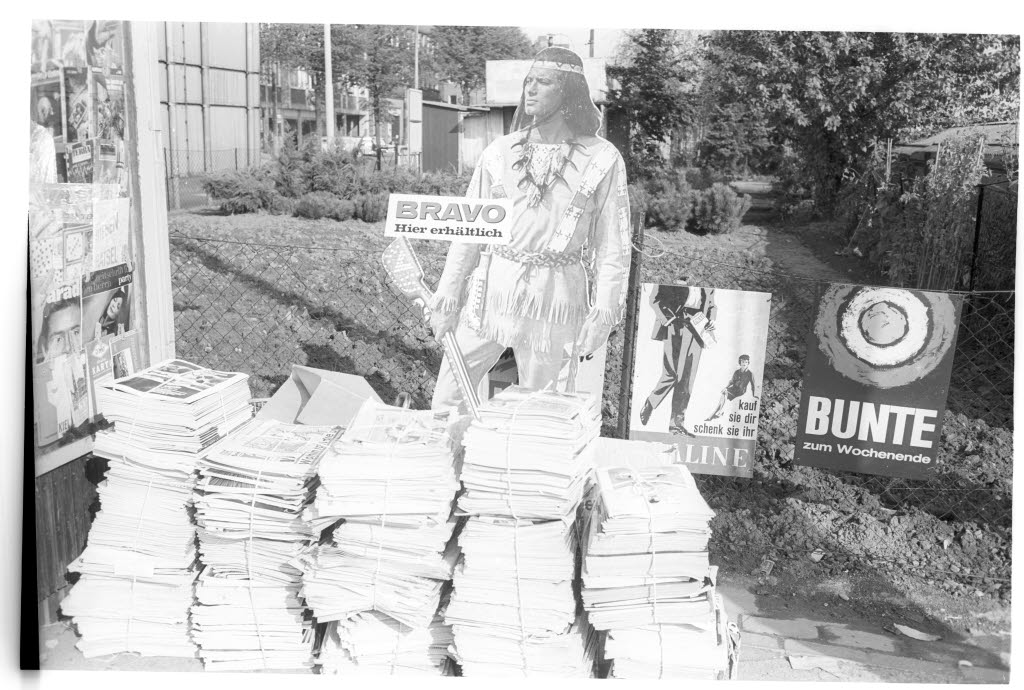
Le succès de Pierre Brice alias Winetou (Kiel, 1965).

En 1962, il rencontre au Festival du film de Berlin le producteur Horst Wendlandt qui lui propose le rôle de l'Indien Winnetou au cinéma. Cela fait de lui une vedette en Allemagne. Par la suite, il interprète ce rôle emblématique en vedette d'un spectacle vivant qui est représenté durant de nombreuses années en Allemagne.
Selon une enquête, 83 % de la population allemande le connaît ; il appartient donc au groupe fermé des personnalités les plus connues du pays. Longtemps quasi inconnu du grand public français, Pierre Brice a représenté pour l'Allemagne et l'Autriche des années 1960 (et, à un moindre titre, dans les pays scandinaves) ce que fut l'acteur américain Eddie Constantine dans les années 1950 pour la France. Il était également populaire en Tchécoslovaquie, en Yougoslavie et en Roumanie.

### Carrière en France
La télévision lui offre la possibilité de renouer avec le public français. Il est, aux côtés de Marie-Georges Pascal, Gérard Chambre et Patrick Verde, un des héros de la série Le Dessous du ciel diffusée en 1974. En 1990, il donne la réplique à Annie Cordy dans Orages d'été, avis de tempête.

## Décorations militaires
- Chevalier de la Légion d'honneur
- Médaille militaire
- Croix de guerre des Théâtres d'opérations extérieurs (2 citations)
- Croix du combattant volontaire
- Médaille coloniale
- Médaille commémorative de la campagne d'Indochine
- Insigne des blessés militaires
- Croix d'officier de l'ordre du Mérite

## Filmographie

### Cinéma
- 1955 : Ça va barder de John Berry
- 1958 : Le Septième Ciel de Raymond Bernard : un joueur
- 1958 : Les Tricheurs de Marcel Carné : Bernard
- 1958 : Le Miroir à deux faces d’André Cayatte : Jacques
- 1959 : L'Ambitieuse (ou Le Passager clandestin) d’Yves Allégret : non crédité
- 1960 : Les Cosaques (I Cosacchi) de Victor Tourjansky et Giorgio Venturini : Boris
- 1960 : Jeux précoces (Il rossetto) de Damiano Damiani : Gino Luciani
- 1960 : La Princesse du Nil : Amosis le physicien
- 1960 : Les Plaisirs du samedi soir (I piaceri del sabato notte) de Daniele D'Anza : Aldo
- 1960 : Le Moulin des supplices (Il mulino delle donne di pietra) de Giorgio Ferroni : Hans von Arnim
- 1961 : Akiko de Luigi Filippo D'Amico : Duilio
- 1961 : Les Bacchantes (Le baccanti) de Giorgio Ferroni : Dionysos
- 1960 : L'Homme à femmes de Jacques-Gérard Cornu : Laurent Berty
- 1962 : Douce violence de Max Pécas : Maddy
- 1962 : Le Trésor du lac d'argent (Der Schatz im Silbersee) de Harald Reinl : Winnetou
- 1962 : Les Malfaiteurs (Los atracadoresde) de Francisco Rovira Beleta :
- 1962 : Par le fer et par le feu (Col ferro e col fuoco)  : Jan Ketusky
- 1963 : Pacto de silencio d’Antonio Román
- 1963 : Le Jour le plus court (Il Giorno più corto) de Sergio Corbucci : un officier autrichien
- 1963 : La Révolte des Indiens Apaches (Winnetou I) de Harald Reinl : Winnetou
- 1963 : L'Invincible Cavalier noir (L'invincibile cavaliere mascherato) d’Umberto Lenzi : Don Diego
- 1963 : Maciste contre Zorro (Zorro contro Maciste) d’Umberto Lenzi : Ramon/Zorro
- 1964 : Le Trésor des montagnes bleues (Winnetou II) de Harald Reinl : Winnetou
- 1964 : Les Cavaliers rouges (Old Shatterhand) d’Hugo Fregonese : Winnetou
- 1964 : Les Aventuriers de la jungle de Franz Eichhorn et Eugenio Martín : Jim
- 1964 : Parmi les vautours (Unter Geiern) d’Alfred Vohrer : Winnetou
- 1965 : L'Appât de l'or noir (Der Ölprinz) de Harald Philipp : Winnetou
- 1965 : Winnetou III (Winnetou 3. Teil) de Harald Reinl : Winnetou
- 1965 : L'Enfer du Manitoba (Die Hölle von Manitoba) : Reese
- 1965 : Du suif dans l'Orient-Express (Schüsse im Dreivierteltakt) : Philippe Tissot
- 1965 : Old Surehand (Old Surehand 1. Teil) d’Alfred Vohrer : Winnetou
- 1966 : Le Jour le plus long de Kansas City (Winnetou und das Halbblut Apanatschi) de Harald Philipp : Winnetou
- 1966 : Le Carnaval des barbouzes (Gern hab' ich die Frauen gekillt) d’Alberto Cardone, Louis Soulanes, Sheldon Reynolds et Robert Lynn
- 1966 : Tonnerre sur la frontière (Winnetou und sein Freund Old Firehand) d’Alfred Vohrer : Winnetou
- 1967 : Les Guerriers de Sergiu Nicolaescu : Septime Sévère
- 1967 : Le Treizième Caprice de Roger Boussinot : François
- 1968 : Le Trésor de la vallée de la mort (Winnetou und Shatterhand im Tal der Toten) de Harald Reinl : Winnetou
- 1970 : Un giorno, una vita d’Albino Principe (it) : Giuliano
- 1971 : Erika de Filippo Walter Ratti : Renato Laurana
- 1971 : Les Nuits sexuelles (La notte dei dannati) de Filippo Walter Ratti
- 1971 : Les Coups pour rien de Pierre Lambert : Paul
- 1972 : Les charognards meurent à l'aube (Una cuerda al amanecer) de Manuel Esteba : Campanita 'Little Bell'
- 1973 : Féminin-féminin d’Henri Calef et João Correa : Jacques
- 1975 : La Pépée du gangster (La pupa del gangster) de Giorgio Capitani : commissaire-adjoint Salvatore Lambelli
- 1987 : Zärtliche Chaoten (de) de Franz Josef Gottlieb : Winnetou

### Télévision

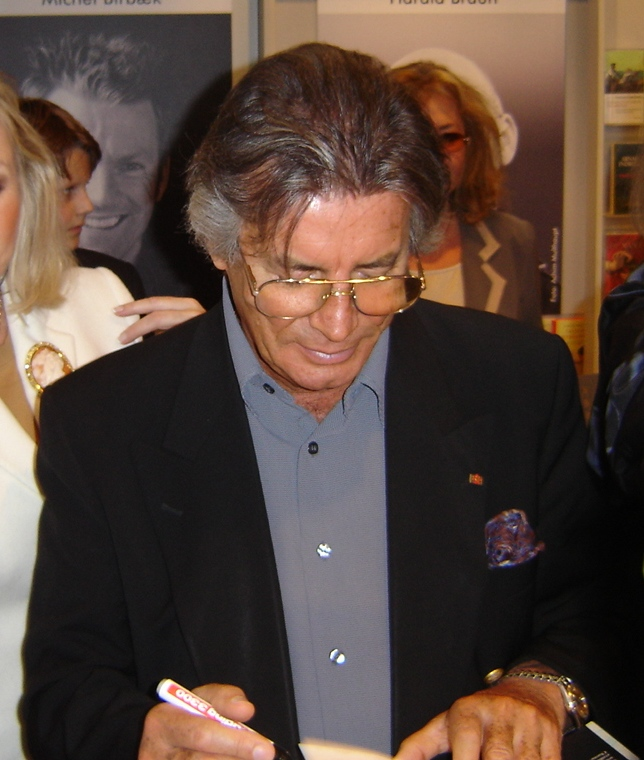
Pierre Brice à la Foire du livre de Francfort, 2004.

- 1968 : Le Regret de Pierre Guilhem (téléfilm) : Pierre Guilhem
- 1970 : La Marquise de Brinvilliers (téléfilm) : sergent Desgrais
- 1973 : La Paroi (téléfilm) : Philippe Costa
- 1973 : L'Éloignement de Jean-Pierre Desagnat (série TV) : Guy
- 1974 : Le Dessous du ciel (série TV) de Roger Gillioz : Mike
- 1976 : Les Filles du ciel (Star Maidens) (série TV) : Adam
- 1980 : Winnetou le mescalero (de) (série TV) : Winnetou
- 1985 : Schöne Ferien (série TV) : Jean-Pierre
- 1990 : Orages d'été, avis de tempête (série TV) : Bernard
- 1991 : Die Hütte am See (série TV) : Michel Camus
- 1991 - 1993 : Ein Schloß am Wörthersee (série TV) : André Blondeau
- 1992 : Mallorca - Liebe inbegriffen (téléfilm) : Éric Leblanc
- 1993 : Der blaue Diamant (de) (téléfilm) : Pierre Latouche
- 1996 : Klinik unter Palmen (série TV) : Jean-Claude Valentine
- 1998 : Winnetous Rückkehr (téléfilm) : Winnetou
- 2002 : Utta Danella (série TV) : William
- 2003 : Le Plus Beau des cadeaux (Mit einem Rutsch ins Glück) (téléfilm) : monsieur de Montvalon
- 2005 : Das Traumhotel (série TV) : Pierre Fontanne
- 2007 : En toute amitié (In aller Freundschaft) (série TV) : Dr Olivier Berty
- 2009 : Voyage au paradis (') (Kreuzfahrt ins Glück) (série TV) : Nicolas

## Théâtre
- 1958 : Les Parisiens d'Irène Strozzi et Jean Parédès, mise en scène de Christian-Gérard, Théâtre de l'Œuvre

## Documentaire
- Pierre Brice, l'illustre inconnu du cinéma français, film documentaire d'Oliver Schwehm et Vincent Froehly, France-Allemagne, Arte, 2006, 60 minutes.